# Eriodictiolo
L'eriodictiolo è un flavanone presente nell'erba santa (Eriodictyon californicum) una pianta nativa dell'America del Nord. L'eriocitrina è il glicoside più comune.